# ジャスティス (バンド)
ジャスティス（Justice）は、フランスのエレクトロニック・ミュージック・デュオ。
ギャスパール・オジェ（Gaspard Augé、1979年5月21日 - ）とグザヴィエ・ドゥ・ロズネ（Xavier de Rosnay、1982年7月2日 - ）からなる2人組。
ダフト・パンクの元マネージャーであるペドロ・ウインター（通称Busy P）が代表を務めるエド・バンガー・レコードの中で、もっとも成功しているグループである。2007年リリースのデビュー・アルバム『† (クロス)』は、グラミー賞の「ベスト・エレクトロニック/ダンス・アルバム」部門にノミネートされるなど世界的な評価・成功を収めた。
ヒット・シングル「D.A.N.C.E.（ディー・エー・エヌ・シー・イー）」は、マイケル・ジャクソンへのトリビュート曲であり、ロンドンの少年聖歌隊の歌声をフューチュアしている。また、2008年秋冬には、DoCoMo携帯・NECN-01A型のCMにシングル「DVNO（ディー・ブイ・エヌ・オー）」がタイアップ曲として使用されている。
他方で、フランツ・フェルディナンド、ファットボーイ・スリム、ブリトニー・スピアーズ、N.E.R.D.、ミステリー・ジェッツなどのリミックスを手掛ける気鋭リミキサーとしても活躍。
2007年、フジロックフェスティバルに出演。2008年、SUMMER SONICに出演。2012年1月には単独公演を行った。
2019年、『ウーマン・ワールドワイド』で、第61回グラミー賞「最優秀ダンス/エレクトロニック・アルバム」を受賞した。

## ディスコグラフィ

### スタジオ・アルバム
- 『† (クロス)』 - † (Cross) (2007年)
- 『オーディオ・ヴィデオ・ディスコ』 - Audio, Video, Disco (2011年)
- 『ウーマン』 - Woman (2016年)
- 『ハイパードラマ」- Hyperdrama（2024年）

### ライブ・アルバム
- 『ア・クロス・ザ・ユニヴァース』 - A Cross the Universe (2008年)
- 『アクセス・オール・アリーナ』 - Access All Arenas (2013年)

### リミックス・アルバム
- 『ウーマン・ワールドワイド』 - Woman Worldwide (2018年)

### EP
- 『ウォーターズ・オブ・ナザレス』 - Waters of Nazareth (2005年)
- Planisphère (2008年)